# Kleinaign (Eschlkam)
Kleinaign ist ein Gemeindeteil und eine Gemarkung von Eschlkam, einem Markt im Oberpfälzer Landkreis Cham.

## Geographie
Das Dorf Kleinaign liegt im Naturpark Oberer Bayerischer Wald, unweit der tschechischen Grenze zwischen Furth im Wald und Neukirchen beim Heiligen Blut.

## Geschichte
Kleinaign war mit Eschlkam Teil der Markgrafschaft Cham. Nach dem Aussterben der Diepoldinger kam diese 1204 an die Wittelsbacher. Im zweiten Herzogsurbar von 1301 wird Weinigaigen (= Kleinaign) erwähnt, da von dort bestimmte Abgaben zu leisten waren. Vermutlich hat Eberwein ab dem Aigen die Festung nach 1326 erbaut. 
Kleinaign scheint aber von den Hussiten 1420 und 1422 zerstört worden zu sein. 1422 ist als neuer Pfleger hier Erasmus Sattelboger von Arnschwang bezeugt, der 1425 einen Zwinger vor der Burg anlegen ließ. Die Feste auf dem Aign erscheint 1462 nur mehr als Burgstall. Deshalb wird Kleinaign in der Folge zumeist an die Pfleger im Winkel als Lehen ausgegeben. Jörg Pfeil und sein Sohn Wolf Pfeil waren von 1520 bis 1574 die Hauptleute von Furth. Unter ihnen wird Kleinaign eine Hofmark. Sie bauten in Kleinaign das Schloss Kleinaign wieder auf.
Kleinaign wird 1612 und 1721 als Teil des Pflegamts Eschlkam erwähnt und hatte wechselnde Besitzer.
Die Gemeinde Kleinaign entstand mit dem Bayerischen Gemeindeedikt von 1818. Sie umfasste die Orte
- Gaishof (Gemeindesitz)
- Kleinaign
- Schachten

1820 wird Max von Schmid die Bildung eines Patrimonialgerichts II. Klasse in Kleinaign gestattet. Seine Witwe konnte den Besitz nicht mehr halten und so gingen 1831 alle Besitzungen und Rechte an den Staat über. Das Schloss zerfiel.
Am 1. April 1971 kam die Gemeinde zur Gemeinde Großaign. Im Zuge der Gebietsreform in Bayern kam Großaign mit Kleinaign am 1. Mai 1978 zu Eschlkam.

## Bau- und Bodendenkmäler
- Hofkapelle[3], im 19. Jahrhundert erbaut
- Wegkapelle

- Schloss: wird als Bodendenkmal unter der Aktennummer D-3-6643-0039 im Bayernatlas als „untertägige Befunde des abgegangenen frühneuzeitlichen Schlosses von Kleinaign“ geführt. Der zum Schloss gehörende Kasten ist noch erhalten und war zeitweilig unter der Aktennummer D-3-72-124-39 als denkmalgeschütztes Baudenkmal von Kleinaign verzeichnet. Unmittelbar westlich davon befindet sich der Burgstall Kleinaign, der als Bodendenkmal unter der Aktennummer D-3-6643-0012 im Bayernatlas als „mittelalterlicher Burgstall“ geführt wird.